# مارك هوليس
مارك هوليس (بالإنجليزية: Mark Hollis)‏ هو القافز بالزانة أمريكي، ولد في 1 ديسمبر 1984.

## وصلات خارجية
- مارك هوليس على موقع الاتحاد الدولي لألعاب القوى (الإنجليزية)
- مارك هوليس على موقع الدوري الماسي (الإنجليزية)
- مارك هوليس على موقع اللجنة الأولمبية والبارالمبية الأمريكية (الإنجليزية)